# Браго, Евгений Николаевич
Евгений Николаевич Браго (1 марта 1929, Москва — 13 мая 2024) — советский гребец (Академическая гребля), заслуженный мастер спорта СССР (1954), серебряный призёр Олимпийских игр 1952 года в дисциплине «восьмёрка с рулевым». Также известный учёный, доктор технических наук.

## Биография
Родился 1 марта 1929 года в Москве.

### Спортивная карьера
Чемпион Европы 1953—1955 годов в гребле на восьмёрке. Чемпион СССР 1951 года в гребле на четвёрке с рулевым, 1952—1954 и 1956 годов на восьмёрке.
Воспитанник «Буревестник», «Крылья Советов» и «Труд» (Москва).

#### Выступления на Олимпиадах
| Игры        | Возраст | Город     | Вид спорта           | Страна | Фаза           | Заплыв     | Время  | Место |
| ----------- | ------- | --------- | -------------------- | ------ | -------------- | ---------- | ------ | ----- |
| 1952 Летние | 23      | Хельсинки | Академическая гребля | СССР   | Финал          |            | 6:31.2 | 2     |
| 1952 Летние | 23      | Хельсинки | Академическая гребля | СССР   | Доп. Полуфинал | 2-й заплыв | 6:10.6 | 1     |
| 1952 Летние | 23      | Хельсинки | Академическая гребля | СССР   | Полуфинал      | 2-й заплыв | 6:44.0 | 2     |
| 1952 Летние | 23      | Хельсинки | Академическая гребля | СССР   | Первый раунд   | 3-й заплыв | 6:10.2 | 1     |

### Научная деятельность
В 1953 году получил высшее образование по специальности «Техника высоких напряжений» в Московском энергетическом институте. В 1958 году окончил аспирантуру Энергетического института АН СССР со степенью кандидат технических наук. В 1979 году защитил докторскую диссертацию «Информационно-цифровые устройства в нефтяной и газовой промышленности» в ГАНГ им. И. М. Губкина. Преподавал в Зигенском университете, Германия.
Действительный член Международной академии информатизации (с 1996 года). Подготовил более 40 кандидатов наук и был научным консультантом 3 докторских диссертаций. Является автором более 40 изобретений.

#### Должности
- 1982—1988 — декан факультета автоматики и вычислительной техники;
- 1987—1999 — доцент, профессор, заведующий кафедрой автоматизации технологических процессов в университете им. И. М. Губкина;
- с 1999 года — профессор кафедры автоматизации технологических процессов в РГУ нефти и газа им. И. М. Губкина.

#### Публикации
За свою научную карьеру Браго опубликовал более 220 научных работ, среди которых около 150 в центральных издательствах.
Основные труды:
- Методы и устройства цифрового преобразования информации в измерительных системах нефтяной промышленности — М.: Недра, 1986;
- Современные методы и измерительно-вычислительные системы в поточной расходометрии. — М.: Нефть и газ, 1996;
- Новые принципы и средства контроля многофазной продукции скважин // Газовая промышленность. — 1988. — № 9.

### Смерть
Умер 6 мая 2024 года в возрасте 95 лет.

#### Заслуги
- Заслуженный деятель науки РФ (1996), лауреат премии Правительства РФ в области науки и техники (2002), лауреат премии ОАО «Газпром» (1998).
- Почётный работник высшей школы РФ (1999), Почётный нефтяник, Почётный газовик, Почётный работник топливно-энергетического комплекса (1990).
- Ветеран газовой промышленности (1999).
- Награждён серебряной медалью и золотым знаком РГУ нефти и газа им. И. М. Губкина «За заслуги перед Университетом» (2009).